# Домбровская, Юлия Фоминична
Домбро́вская, Ю́лия Фоми́нична (29 ноября [11] декабря 1891, Елец — 26 сентября 1976, Москва) — русский, советский педиатр, клиницист, педагог и пытливый исследователь, член-корреспондент Академии медицинских наук СССР (1945), академик АМН СССР (1953), Лауреат Ленинской премии (1970).

## Биография

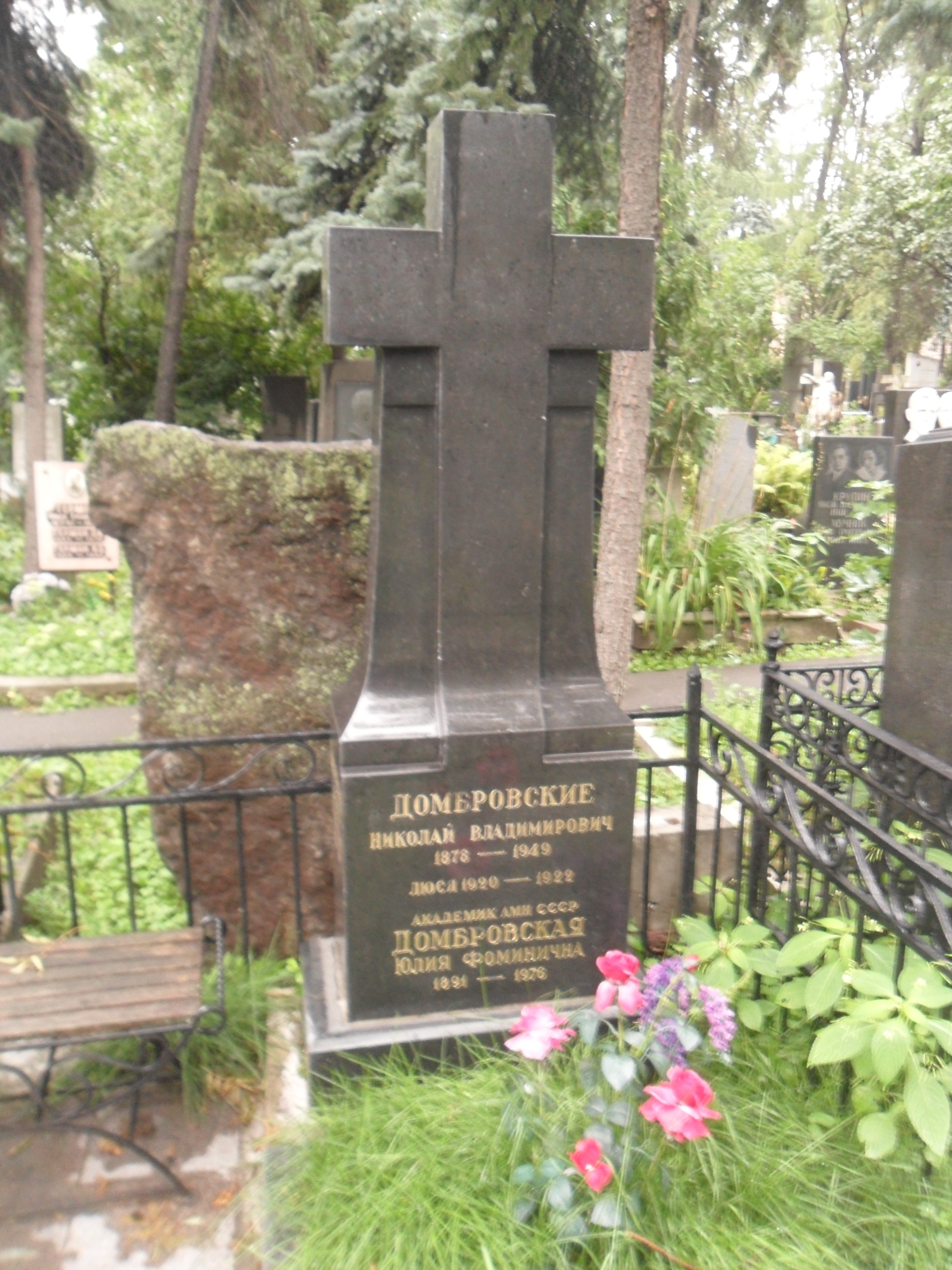
Могила Домбровской на Новодевичьем кладбище.

Юлия Фоминична Домбровская родилась 11 декабря 1891 года в городе Ельце Орловской губернии в семье ветеринарного врача-микробиолога, магистра науки Фомы Клементьевича Соцевича, представленного за 45 лет своей деятельности к званию героя труда. Её мать была одной из первых фельдшериц, принимала участие в русско-турецкой войне.
В 1906 году с золотой медалью окончила гимназию в Ростове-на-Дону и, успешно сдав конкурсные экзамены, была зачислена в Петербургский женский медицинский институт, который окончила в 1913 году.
С 1913 по 1916 годы Домбровская работала ассистентом-интерном в бывшей Софийской больнице (ныне детская больница имени Н. Ф. Филатова или детская клиническая больница №13 города Москвы) под руководством выдающегося клинициста-педиатра, друга Нила Фёдоровича Филатова — Ивана Михайловича Рахманинова.
С 1936 года становится профессором, а с 1951 — заведующей кафедрой детских болезней первого Московского медицинского института им. И. М. Сеченова. Была председателем правления Московского общества детских врачей.
Основные научные труды Юлии Фоминичны Домбровской посвящены изучению клиники и лечения инфекционно-аллергических заболеваний, острых пневмоний и функциональных расстройств у ребёнка, а также роли витаминов в физиологических процессах и в условиях патологических состояний у детей. Стала основателем школы педиатров, являлась председателем президиумов Всесоюзного и Московского обществ педиатров. Избрана почётным членом Болгарского общества педиатров и Чехословацкого медицинского общества им. Я. Пуркине.
Многогранная научная, врачебная и общественная деятельность Юлии Фоминичны были высоко оценены: она награждена тремя Орденами Ленина, Орденом Трудового Красного Знамени, медалями, лауреат Ленинской премии (1970 год).
Постепенно здоровье Юлии Фоминичны стало ухудшаться и 26 сентября 1976 года на 85 году жизнь закончилась. Похоронили Юлию Фоминичну Домбровскую в Москве на Новодевичьем кладбище.

## Научные труды
Профессор Юлия Фоминична Домбровская автор фундаментальных исследований и руководств, посвящённых изучению заболеваний органов дыхания, качественным расстройствам питания и заболеваниям, вызванным витаминной недостаточностью у детей:
- Пропедевтика детских болезней, М., 1953 (совм. с В. И. Молчановым и Д. Д. Лебедевым);
- Заболевания органов дыхания у детей, М., 1957[1].

Учебник «Пропедевтика детских болезней», созданный трудами Василия Ивановича Молчанова, Дмитрия Дмитриевича Лебедева и Юлии Фоминичны Домбровской к 1970 году выдержал 5 изданий и долгое время сохранял своё значение в подготовке будущих педиатров.